# Nazionale maschile di calcio della Namibia
La nazionale di calcio della Namibia, i cui giocatori sono soprannominati I Guerrieri Coraggiosi, è la rappresentativa calcistica nazionale della Namibia ed è controllata dalla Namibia Football Association.
Non ha mai disputato la fase finale del campionato mondiale. In Coppa d'Africa conta quattro partecipazioni alla fase finale, ottenendo come miglior risultato gli ottavi di finale nell'edizione 2023.
Occupa la 115ª posizione nel ranking mondiale FIFA.

## Storia
La nazionale namibiana esordì come Africa del Sud-Ovest il 16 maggio 1989 contro l'Angola, da cui fu battuta per 1-0. Il 23 marzo 1990, due giorni dopo aver ottenuto l'indipendenza dal Sudafrica, la Namibia giocò contro lo Zimbabwe e fu sconfitta per 5-1. Il 7 giugno tornò in campo e perse per 2-1 contro le Mauritius. Disputò poi due match in casa del Lesotho, il primo perso per 2-0 il 1º agosto 1992 e il secondo pareggiato per 2-2 l'indomani. La prima vittoria della Namibia data al 1º luglio 1994, quando la squadra batté per 1-0 il Botswana in trasferta in amichevole. Il 17 maggio 1998 la Namibia giocò il primo incontro fuori dal continente africano, perdendo per 2-1 contro la Arabia Saudita in un'amichevole organizzata in Francia.
Qualificatasi alla fase finale della Coppa d'Africa 1998, fu eliminata al primo turno: perse per 4-3 contro la Costa d'Avorio, pareggiò per 3-3 contro l'Angola e perse per 4-1 contro il Sudafrica.
Tornò a disputare la fase finale della Coppa d'Africa nell'edizione del 2008, ma chiuse ancora con l'eliminazione al primo turno, dopo le sconfitte contro Marocco (5-1) e Ghana (1-0) e il pareggio contro la Guinea (1-1).
Nel 2018 partecipò per la prima volta al campionato delle nazioni africane, dove ottenne inaspettatamente un buon risultato nonostante il girone ostico che vede come avversarie Uganda, Zambia e Costa d'Avorio. Sconfitte per 1-0 sia il Costa d'Avorio che l'Uganda, con un pareggio per 1-1 contro lo Zambia superò il girone al secondo posto, accedendo ai quarti di finale, dove perse per 2-0 contro il Marocco.
Si qualificò nuovamente alla fase conclusiva della Coppa d'Africa per l'edizione del 2019, dove chiuse all'ultimo posto il proprio girone, dopo le sconfitte contro Marocco (1-0) e Sudafrica (1-0) e Costa d'Avorio (4-1).
Nell'edizione 2021 della Coppa COSAFA nel suo girone pareggia per 1-1 contro il Malawi, batte per 2-0 lo Zimbabwe e sconfigge per 2-1 il Senegal, nell'ultima partita perde per 1-0 contro il Mozambico non potendo dunque accedere alla semifinale. Nell'edizione 2022 del torneo batte per 2-0 il Madagascar ai quarti di finale, invece nella semifinale prevale per 1-0 contro il Mozambico, contendendosi così la finale contro lo Zambia, che batte per 1-0 la Namibia nei tempi supplementari.
Giunta seconda nel proprio girone di qualificazione della Coppa d'Africa 2023 (determinante fu la vittoria su 2-1 contro il Camerun), nella fase finale della competizione, che si tenne nel 2024, ottenne la sua prima vittoria nella coppa continentale battendo per 1-0 la Tunisia, poi, pur perdendo per 4-0 contro il Sudafrica, con un pareggio a reti inviolate contro il Mali concluse il girone con 4 punti, sufficienti per superare il turno come una delle quattro migliori terze classificate e accedere per la prima volta agli ottavi di finale, dove il cammino dei namibiani si arrestò a causa della sconfitta per 3-0 contro l'Angola.

## Partecipazioni alla Coppa del mondo
- Dal 1930 al 1990 - non partecipante
- Dal 1994 al 2022- non qualificata

## Partecipazioni alla Coppa d'Africa
- 1992 - non partecipante
- 1994 - non partecipante
- 1996 - non qualificata
- 1998 - Primo turno
- Dal 2000 al 2006 - non qualificata
- 2008 - Primo turno
- Dal 2010 al 2017 - non qualificata
- 2019 - Primo turno
- 2021 - non qualificata
- 2023 - Ottavi di finale
- 2025 - non qualificata

## Tutte le rose

### Coppa d'Africa
Coppa d'Africa 19981 Kanalelo, 2 Haraseb, 3 Njambari, 4 Ananias, 5 Tjihero, 6 Goraseb, 7 de Gouveia, 8 Uri Khob, 9 Van Wyk, 10 Mannetti, 11 Auchumeb, 12 Ouseb, 13 Uutoni, 14 Goagoseb, 15 Hindjou, 16 Andjamba, 17 Nauseb, 18 Shivute, 19 Gariseb, 20 Angula, 21 Bruwer, 22 Jossop, CT: Mogane
Coppa d'Africa 20081 Mbaha, 2 Baisako, 3 Toromba, 4 Ngarizemo, 5 Gariseb, 6 April, 7 Benjamin, 8 Risser, 9 Swartbooi, 10 Shatimuene, 11 Plaatjies, 12 Katupose, 13 Pienaar, 14 Brendell, 15 Bester, 16 Shiningayamwe, 17 Jacobs, 18 Nakuta, 19 Kaimbi, 20 Jacob, 21 Kambonde, 22 Ngatjizeko, 23 Tjihonge, CT: Schans
Coppa d'Africa 20191 Mbaeva, 2 Haoseb, 3 Gebhardt, 4 Hanamub, 5 Hambira, 6 Horaeb, 7 Hotto, 8 Stephanus, 9 Shilongo, 10 Starke, 11 Limbondi, 12 Ketjijere, 13 Shalulile, 14 Kamatuka, 15 Papama, 16 Mbazuvara, 17 Keimuine, 18 Gurirab, 19 Shitembi, 20 Kamberipa, 21 Fredericks, 22 Nyambe, 23 Kazapua, CT: Mannetti
Coppa d'Africa 20231 Kazapua, 2 Haoseb, 3 Gebhardt, 4 Hanamub, 5 Hambira, 6 Katua, 7 Hotto, 8 Kambato, 9 Muzeu, 10 Tjiueza, 11 Limbondi, 12 Amutenya, 13 Shalulile, 14 Kamatuka, 15 Papama, 16 Ndisiro, 17 Rudath, 18 Petrus, 19 Shitembi, 20 Kamberipa, 21 Haukongo, 22 Nyambe, 23 Maova, CT: Benjamin

## Rosa attuale
Lista dei giocatori convocati per la Coppa COSAFA 2022 di luglio 2022.
| 1  | P | Mbemutjiua Mata                | 4 gennaio 1993    | 0  | 0 | Young Africans       |  |  |
| 16 | P | Ndisiro Kamaijanda             | 1º dicembre 1999  | 2  | 0 | Black Africa         |  |  |
| 23 | P | Edward Maova                   | 5 settembre 1994  | 10 | 0 | TS Sporting          |  |  |
|    |   |                                |                   |    |   |                      |  |  |
| 2  | D | Denzil Haoseb                  | 25 febbraio 1991  | 78 | 0 | Polokwane City       |  |  |
| 3  | D | Baggio Tuli-Ngenovali Nashixwa | 23 maggio 2002    | 1  | 0 | Ramblers Windhoek    |  |  |
| 4  | D | Aprocius Petrus                | 9 ottobre 1999    | 21 | 0 | Eleven Arrows        |  |  |
| 5  | D | Charles Hambira                | 3 giugno 1990     | 24 | 3 | Tura Magic           |  |  |
| 20 | D | Ivan Kamberipa                 | 3 febbraio 1994   | 22 | 0 | African Stars        |  |  |
| 22 | D | Kennedy Amutenya               | 15 luglio 1996    | 9  | 0 | Gaborone United      |  |  |
|    |   |                                |                   |    |   |                      |  |  |
| 6  | C | Ngero Kaanjuka Katua           | 25 luglio 2001    | 2  | 0 | Kaizen               |  |  |
| 7  | C | Immanuel Heita                 | 20 aprile 1992    | 16 | 0 | Black Africa         |  |  |
| 8  | C | Steven Damaseb                 | 11 ottobre 2002   | 3  | 0 | Tutaleni High School |  |  |
| 10 | C | Prins Tjiueza                  | 12 marzo 2002     | 4  | 0 | Blue Waters          |  |  |
| 11 | C | Absalom Limbondi               | 11 ottobre 1991   | 50 | 5 | United Africa Tigers |  |  |
| 12 | C | Wesley Katjiteo                | 17 febbraio 1990  | 17 | 0 | Black Africa         |  |  |
| 15 | C | Marcel Papama                  | 28 aprile 1996    | 27 | 1 | African Stars        |  |  |
| 17 | C | Wendell Rudath                 | 10 luglio 1995    | 8  | 1 | Black Africa         |  |  |
| 18 | C | Tjipenandjambi Carl Karuuombe  | 21 settembre 2001 | 1  | 0 | Kaizen               |  |  |
| 19 | C | Amseb Salomon                  | 9 maggio 1992     | 6  | 0 | Tura Magic           |  |  |
| 21 | C | Dynamo Fredericks              | 4 aprile 1992     | 40 | 1 | Black Africa         |  |  |
|    | C | Uetuuro Kambato                | 1999              | 0  | 0 | Tura Magic           |  |  |
|    |   |                                |                   |    |   |                      |  |  |
| 9  | A | Bethuel Muzeu                  | 22 febbraio 2000  | 3  | 1 | ?                    |  |  |
| 13 | A | Godwin Eiseb                   | 4 maggio 2000     | 0  | 0 | Kaizen               |  |  |
| 14 | A | Lionell Routh                  | 5 agosto 2000     | 1  | 0 | Kaizen               |  |  |